# Єжи Радзивілович
Єжи Радзивілович (пол. Jerzy Radziwiłowicz; нар. 8 вересня 1960, Варшава, Польща) — польський театральний та кіноактор.

## Біографія
Єжи Радзивілович народився 8 вересня 1950 року у Варшаві в сім'ї перукаря і домогосподарки. Провів своє дитинство і юність у варшавському районі Грошов, закінчив XLVII ліцей ім. Станіслава Виспянського. У ліцеї він захопився театром і відвідував драматичний гурток. У 1972 році Радзивілович закінчив Театральну академію ім. Александра Зельверовича, яка в той час була Державною вищою театральною школою у Варшаві. По закінченні школи Радзивілович переїхав до Кракова, де отримав ангажемент у Старому театрі. Виступи на сцені він поєднував з викладанням у Державній вищій театральній школі в Кракові, де в 1981—1984 роках обіймав посаду проректора. З 1998 року Радзивілович працює в Народному театрі у Варшаві.
Єжи Радзивілович дебютував у кіно роллю Генріка в драмі Станіслава Родзевича «Двері в стіні» (пол. Drzwi w murze) (1973). Міжнародну популярність здобув як виконавець головних ролей Матеуша Біркута і його сина Мацея Томчика у знаменитій дилогії Анджея Вайди — «Людина з мармуру» (1977) і «Людина із заліза» (1981). Серед найкращих кіноролей Радзивіловича — Єжи у фільмі відомого французького режисера Жана-Люка Годара «Пристрасть» (1982), Сатов в екранізації роману Достоєвського «Біси» (1988, реж. А. Вайда). Знімався також у фільмах видатних кінорежисерів — Жака Ріветта, Кшиштофа Зануссі, Іва Анжело, Марти Месарош.
Єжи Радзивілович переклав польською мовою п'єси Мольєра «Дон Жуан» і «Тартюф», а також «Уявна служниця, або Покараний шахрай» П. Маріво.
Він був почесним членом Комітету підтримки Броніслава Коморовського напередодні президентських виборів у Польщі 2015 року.

### Особисте життя
Єжи Радзивілович одружений з письменницею й режисеркою Євою Марковською-Радзивілович. Подружжя має сина і доньку.

## Фільмографія (вибіркова)
| Рік       |    | Українська назва                                            | Оригінальна назва                                       | Роль                               |
| --------- | -- | ----------------------------------------------------------- | ------------------------------------------------------- | ---------------------------------- |
| 1973      | ф  | Двері в стіні                                               | Drzwi w murze                                           | Генрік                             |
| 1976      | ф  | Даґні                                                       | Dagny                                                   | Printer of 'Zycie'                 |
| 1976      | ф  | Людина з мармуру                                            | Czlowiek z marmuru                                      | Матеуш Біркут / Мацек Томчик       |
| 1977      | ф  | Мадам Боварі це я                                           | Pani Bovary to ja                                       | незнайомець на залізничній станції |
| 1978      | ф  | Без наркозу                                                 | Bez znieczulenia                                        | студент                            |
| 1979      | ф  | В дорозі                                                    | Útközben                                                | актор                              |
| 1979      | тф | Ключник                                                     | Klucznik                                                | Яцек                               |
| 1980      | ф  | У білий день                                                | W bialy dzien                                           | «Кораб»                            |
| 1981      | ф  | Людина із заліза                                            | Czlowiek z zelaza                                       | Матеуш Біркут / Мацек Томчик       |
| 1981      | ф  | Великий пейзаж Алексіса Друвена                             | Le grand paysage d'Alexis Droeven                       | Жан-П'єр                           |
| 1981      | тф | Дорога                                                      | Droga                                                   |                                    |
| 1982      | ф  | Рись                                                        | Rys                                                     |                                    |
| 1982      | ф  | Пристрасть                                                  | Passion                                                 | Єжи                                |
| 1983      | ф  | Це суворе життя                                             | Dies rigorose Leben                                     | Джой                               |
| 1984      | ф  | Без кінця                                                   | Bez konca                                               | Антек Жиро                         |
| 1986      | ф  | Ангел вогню                                                 | Ognisty aniol                                           | Антек Жиро                         |
| 1986      | ф  | Відстрочка                                                  | W zawieszeniu                                           | Марсель                            |
| 1987      | ф  | Біси                                                        | Les possédés                                            | Шатов                              |
| 1987      | тф | Злочин і покарання                                          | Zbrodnia i kara                                         | Родіон Раскольников                |
| 1993      | ф  | Смерть як окрайчик хліба                                    | Smierc jak kromka chleba                                | священик                           |
| 1994      | тф | Зерно, окроплене кров'ю                                     | Ziarno zroszone krwia                                   | оповідач, озвучування              |
| 1995      | ф  | Одкровення незнайомцеві                                     |                                                         | Модест                             |
| 1995      | ф  | Камінь на камінь                                            | Kamien na kamieniu                                      | Сімон П'єтрушка                    |
| 1996      | ф  | Сьома кімната                                               | A hetedik szoba                                         | Ганс                               |
| 1996      | ф  | Познань 56                                                  | Poznan 56                                               | професор                           |
| 1997      | ф  | Дуже чисте повітря                                          | Un air si pur...                                        | Данієль                            |
| 1997      | ф  | Час зради                                                   | Czas zdrady                                             | Савонарола                         |
| 1998      | ф  | Таємний захист                                              | Secret défense                                          | Вальзер                            |
| 1999      | ф  | Білл Даймонд: Історія однієї миті                           | Bill Diamond - Geschichte eines Augenblicks             | голос Білла Даймонда               |
| 2000      | ф  | Життя як смертельна хвороба, що передається статевим шляхом | Zycie jako smiertelna choroba przenoszona droga plciowa |                                    |
| 2001      | ф  | Людина з натовпу                                            | L'homme des foules                                      | Павел Марковіч                     |
| 2001      | ф  | Чорний пляж                                                 | La plage noire                                          | А.                                 |
| 2001      | тф | Червнева ніч                                                | Noc czerwcowa                                           |                                    |
| 2003      | ф  | Історія Марі і Жульєна                                      | Histoire de Marie et Julien                             | Жульєн Мюллер                      |
| 2004—2008 | с  | Мент                                                        | Glina                                                   | Анджей Гаєвський                   |
| 2008      | ф  | Полуничне вино                                              | Wino truskawkowe                                        | священик                           |
| 2008      | тф | Внутрішні голоси                                            | Głosy wewnętrzne                                        |                                    |
| 2012      | ф  | Колоски                                                     | Poklosie                                                | ректор                             |